# به سوی شگفتی
به سوی شگفتی (به انگلیسی: To the Wonder) نام فیلمی درام-رمانتیک به کارگردانی ترنس مالیک و محصول ۲۰۱۲ است که در آن بن افلک نقش اصلی را بر عهده دارد. فیلم همانند سایر کارهای اخیر ترنس مالیک از جمله درخت زندگی دارای خط روایت تک‌گویی کاراکترها و حدیث دل آن‌هاست. این فیلم در جشنوارهٔ ونیز ۲۰۱۲ نامزد کسب شیر طلایی بود.

## داستان فیلم
نیل (با بازی بن افلک) مردی آمریکایی است که در سفری به پاریس با زنی فرانسوی آشنا می‌شود و پس از گذراندن لحظات بسیار خوب با او، به همراه مارینا و دخترش به آمریکا بازمی‌گردد. او خانه‌ای در ایالت اوکلاهما دارد که اقلیم خشک و پر از مزارع وسیع آن با فضای سرسبز پاریس بسیار متفاوت است. به هر حال مارینا کم‌کم سعی می‌کند تا با شرایط جدید وفق پیدا کند. در این میان اما دختر مارینا نمی‌تواند در مدرسه با دوستان آمریکاییش ارتباط برقرار کند. نیل در این مدت سرگرم رفع آلودگی سمی است که در مزارع اطراف محل سکونتش شایع شده‌است. پس از اندکی مارینا که زمان اقامتش در آمریکا به اتمام رسیده بازمی‌گردد و نیل تلاشی برای نگه داشتن او نمی‌کند. مارینا به پاریس می‌رود ولی با یأس فراوان و بیکاری در پاریس دوباره به نیل و کمکهای او رو می‌آورد. در بازگشت دوبارهٔ مارینا به اوکلاهما دخترش همراه او نیست و در پاریس نزد پدرش مانده‌است. اینبار شرایط فرق می‌کند. مارینا و نیل رسماً ازدواج می‌کنند ولی هر بار دو روی خود را به هم نشان می‌دهند. یکی روی زمینی و پر از ناخالصی و یکی روی فرا زمینی…

## نقد فیلم
نگاه ترنس مالیک به عملکرد انسانها همانند فیلم درخت زندگی اینجا هم به دو صورت است. کارگردان اخلاق گرای آمریکایی، در "به سوی شگفتی" دو جلوه از شخصیت و رفتار آدمی را به بیننده یادآور می‌شود که مهم آنست که از یک انسان سرچشمه می‌گیرد. یعنی انسانها اختیار دارند که کدام باشند. آن روی زشت و بی‌اخلاق و مخرب و به دید مالیک مادی و غیر الهی یا آن روی زیبا و الهی. این بوضوح در شخصیت مارینا در سکانسی که تصمیم می‌گیرد به شوهرش (نیل) خیانت کند دیده می‌شود و توسط مارینا به زبان می‌آید. در مونولوگی آنجا که با خود می‌گوید: "چه نبرد ظالمانه‌ای. دو زن در من وجود دارند. یکی که تو را دوست می‌دارد و دیگری که مرا به سمت زمینی بودن می‌کشاند."
کشیش شهر (با بازی خاویر باردم) در جستجوی این موضوع با خود کلنجار می‌رود و خواهان نزدیکی بیشتر با خدا است. کلاس درس سنگینی که با خود و در مخیلهٔ خود راه می‌اندازد تقلایی است تا از مسایل دنیوی فارغ شود. در نهایت از عیسی مسیح کمک می‌خواهد تا دلها را به هم نزدیک تر کند.
اما نیل کسی که محوریت داستان روی اوست. گذشته‌ای پوچ با دختری به نام جین (با بازی راشل مک آدامز) داشته که با بی وفایی خودش و رنجاندن دل جین به پایان رسیده. در ابتدای داستان هم همان نیل سابق است. علی‌رغم دنیای خوب و شادی که با مارینا دارد تلاشی برای حفظ آن نمی‌کند در ادامه و پس از ازدواج بارها با او درگیر و دعوا می‌کند که این مسایل باعث می‌شود تا خوی شیطانی مارینا هم بیدار شود و به نیل خیانت کند. اما نیل روی دیگری هم دارد. درست مثل انسانها که در هر لحظه می‌توانند تغییر کنند و افکار منفیشان را از خود دور کنند. درست در یکی از سکانسهای پایانی جایی که به سمت مارینا می‌آید و وقتی مارینا فکر می‌کند می‌خواهد دعوای دیگری با نیل را شروع کند اما اینجا دستانش را به گرمی می‌فشارد.
ترنس مالیک از اخلاق گراترین فیلمسازان سینما محسوب می‌شود که با نمایش تضاد بین خوبی و بدی سعی در ترویج محبت و نیکی در دنیای پر از سیاهی را دارد. در ابتدای فیلم در مکان تفریحی در پاریس، شخصیتهای او می‌گویند از پله‌ها بالا رفتیم تا به سوی شگفتی رسیدیم. این نگاه او یادآور عروج انسانها به وسیلهٔ انتخاب اعمال نیک بجای اعمال زشت است.